# Settembre
Pour plus de détails, voir Fiche technique et Distribution.
Settembre est une comédie romantique italienne réalisée par Giulia Steigerwalt et sortie en 2022.

## Synopsis
Situé en septembre, le film narre l'histoire de trois personnes qui se rendent compte que la vie qu'elles mènent n'est pas celle dont elles avaient rêvé.

## Fiche technique
- Titre original italien et français : Settembre[1],[2]
- Réalisateur : Giulia Steigerwalt
- Scénario : Giulia Steigerwalt
- Photographie : Vladan Radovic
- Montage : Gianni Vezzosi (it)
- Musique : Michele Braga (it)
- Décors : Cristina Del Zotto
- Costumes : Andrea Cavalletto (it)
- Production : Matteo Rovere, Enrico Cerabino, Camilla Fava del Piano, Paolo Lucarini
- Société de production : Groenlandia (it), Rai Cinema
- Société de distribution : 01 Distribution (Italie)
- Pays de production :  Italie
- Langue originale : italien
- Format : Couleur - 2,39:1
- Durée : 110 minutes
- Genre : Comédie romantique
- Dates de sortie :
  - Italie : 31 mars 2022 (Festival de Bari) ; 5 mai 2022 (sortie nationale)
  - France : 9 septembre 2022 (Festival du film italien d'Annecy) ; 14 janvier 2023 (Festival de Rome à Paris)

## Distribution
- Barbara Ronchi : Francesca
- Fabrizio Bentivoglio : Guglielmo
- Thony (it) : Debora
- Andrea Sartoretti (it) : Alberto
- Tesa Litvan : Ana
- Enrico Borello : Matteo
- Margherita Rebeggiani : Maria
- Luca Nozzoli : Sergio
- Arianna Ascoli : Simona
- Michele Enrico Montesano : Stefano Carracci

## Distinctions
- Rubans d'argent 2022 :
  - Meilleur nouveau réalisateur pour Giulia Steigerwalt
  - Nomination pour la meilleure comédie
  - Nomination pour la meilleure actrice dans une comédie pour Barbara Ronchi
  - Nomination pour le meilleur acteur dans une comédie pour Fabrizio Bentivoglio
- Bimbi Belli 2022 : Meilleure actrice pour Barbara Ronchi
- Kineo : Meilleure actrice pour Barbara Ronchi
- Primo amore 2022 : Meilleure actrice pour Barbara Ronchi
- Festival du film d'Ortigia 2022 : Meilleure actrice pour Barbara Ronchi
- Anna Magnani 2023 : Meilleure actrice pour Barbara Ronchi
- David di Donatello 2023 :
  - Meilleure première réalisation pour Giulia Steigerwalt
  - Meilleure actrice pour Barbara Ronchi